# بووایسار سایتیف
بووایسار حمیدوویچ سایتیِف (به روسی: Бувайса Хамидович Сайтиев) (۱۵ مارس ۱۹۷۵ – ۲ مارس ۲۰۲۵) کشتی‌گیر آزادکار و سیاستمدار اهل روسیه بود. سایتیف از پرافتخارترین کشتی‌گیران تاریخ است و توسط بسیاری به عنوان بهترین کشتی‌گیر تاریخ به شمار می‌رود. او برندهٔ مدال طلای سه دورهٔ بازی‌های المپیک در ۱۹۹۶ آتلانتا، ۲۰۰۴ آتن و ۲۰۰۸ پکن، قهرمان شش دورهٔ مسابقات قهرمانی کشتی جهان و همچنین دارندهٔ شش مدال طلای مسابقات قهرمانی کشتی اروپا است.
سایتیف در کنار الکساندر مدوید و الکساندر کارلین پرافتخارترین کشتی‌گیر تاریخ در رشتهٔ کشتی آزاد است. باخت سایتیف در دیدار برابر براندون اسلی آمریکایی در المپیک ۲۰۰۰ سیدنی تنها شکست او در بازی‌های المپیک بود که باعث شد به رکورد چهار مدال طلای المپیک نرسد. برادر وی آدام سایتیف نیز از کشتی‌گیران نامدار جهان است. سایتیف پس از بازنشستگی از کشتی در مجلس دومای دولتی روسیه به عنوان نمایندهٔ داغستان فعالیت می‌کرد.

## فعالیت کشتی
سایتیف موفق به کسب ۹ مدال طلا در سطح جهانی شده‌است. او شش بار قهرمان جهان و سه بار قهرمان المپیک شده‌است. فعالیت حرفه‌ای وی در رقابت‌های بین‌المللی از سال ۱۹۹۴ آغاز شد و تا المپیک ۲۰۰۸ در پکن، چین ادامه پیدا کرد. در طی سیزده سال، وی در یازده دورهٔ قهرمانی جهان و المپیک شرکت کرد و در ۹ دوره از این مسابقات عنوان قهرمانی را به دست آورد و تنها در دو دوره نتوانست عنوانی به دست بیاورد.
بوایسار تنها در دو مسابقه رسمی و تنها در مقابل دو نماینده ایران و آمریکا شکست خورد. در سال ۱۹۹۴، بووایسار در رقابت‌های جام جهانی کشتی ادمونتون کانادا در ۱۹ سالگی مغلوب کشتی گیر تکنیکی ایرانی به نام داود قنبری شد.
در سال ۱۹۹۹، بووایسار در رقابت‌های قهرمانی جهان کشتی نگرفت و در وزن وی برادر کوچک‌ترش آدام، در رقابت‌ها حضور یافت و نشان طلا به دست آورد. سایتیف همچنین در قهرمانی جهان ۲۰۰۲ نتوانست در مسابقات شرکت کند چرا که در انتخابی تیم ملی روسیه برای رقابت‌های جهانی به ماگومد عیسی‌حاجیف باخته بود، عیسی‌حاجیف در قهرمانی جهان موفق شد نشان نقره به دست بیاورد. در سال ۲۰۰۷ سایتیف در انتخابی تیم روسیه مقابل ماخاچ مرتضی علیف شکست خورد و مرتضی علیف در ادامه توانست عنوان قهرمانی جهان را به دست بیاورد. براساس گزارش رسانه‌ها، سایتیف در سال ۲۰۰۷ در تمرینات از ناحیهٔ گردن دچار آسیب شده بود.

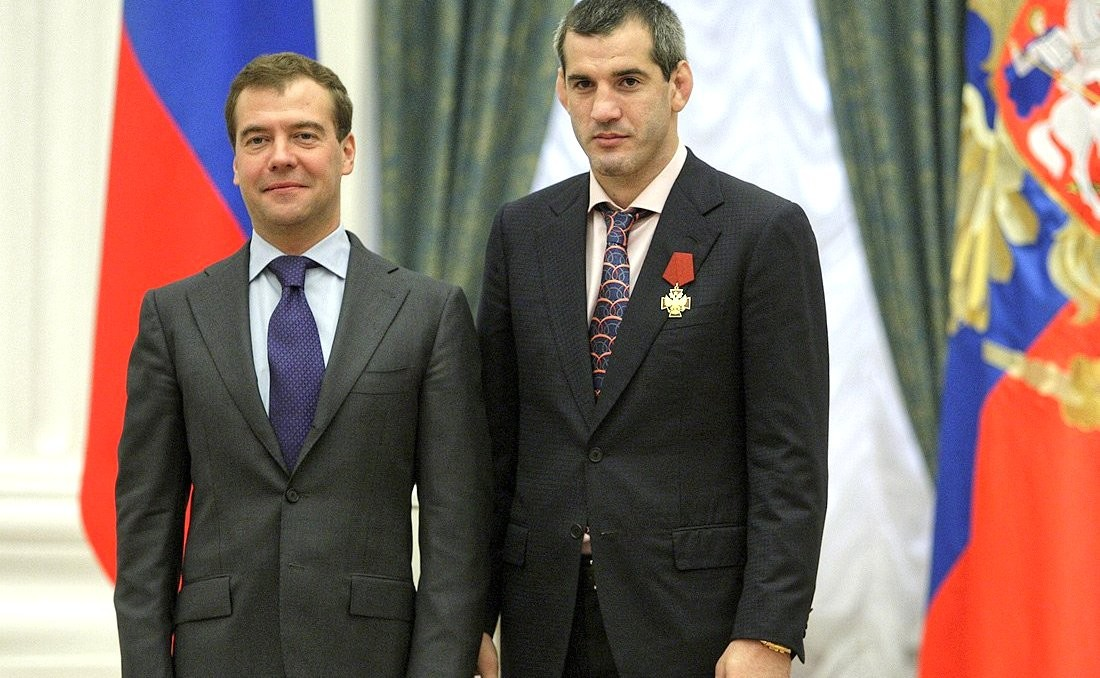
مراسم ویژهٔ اهدای جوایز دولتی و تقدیر از قهرمانان و مدال‌آوران المپیک پکن ۲۰۰۸. نشان لیاقت میهن‌پرستی درجهٔ ۴ به استاد بزرگ ورزش روسیه، بووایسار سایتیف اهدا شد. مراسم در کاخ کرملین برگزار شد.

## جوایز و عناوین
- نشان لیاقت میهن‌پرستی درجهٔ ۴ (۲ اوت ۲۰۰۹) برای داشتن سهم بزرگ در پیشرفت و توسعهٔ حوزهٔ ورزش و تربیت بدنی و دستاورد ورزشی بزرگ در المپیک تابستانی ۲۰۰۸ در پکن[۹]
- نشان افتخار (۱۸ فوریه ۲۰۰۶) برای داشتن سهم بزرگ در پیشرفت و توسعهٔ حوزهٔ ورزش و تربیت بدنی و دستاوردهای بزرگ ورزشی[۱۰]
- نشان دوستی (۶ ژانویه ۱۹۹۷) برای تلاش و خدمت شایسته برای دولت روسیه و دستاورد ورزشی بزرگ در المپیک تابستانی ۱۹۹۶ در آتلانتا[۱۱]
- نشان احمد قدیروف (چچن، سال ۲۰۰۹)[۱۲]
- نشان فخر درجهٔ ۲ (شورای مفتی‌های روسیه، سال ۲۰۰۸)[۱۳]
- نشان افتخار برای شایستگی در حوزهٔ ورزش و تربیت بدنی
- برندهٔ جایزهٔ «افتخار» و نامزد جایزهٔ «ارادهٔ ورزشی» جایزهٔ ملی ورزش
- برندهٔ جایزهٔ «کشتی طلایی» فیلا برای انتخاب به عنوان «بهترین کشتی‌گیر آزادکار تاریخ»[۱۴]
- در ۱۲ مه ۲۰۱۰ عنوان «شهروند افتخاری کراسنویارسک» به بووایسار سایتیف داده شد.
- مسابقات بین‌المللی با نام «بووایسار سایتیف» در بلژیک (شهرهای بروخه[۱۵] و اوپن[۱۶]) و روسیه (شهر کراسنویارسک) برگزار می‌شود.[۱۷]
- در سال ۲۰۱۵ «باشگاه کشتی سایتیف» در اوپن، بلژیک افتتاح شد.[۱۸]
- دارندهٔ عنوان و نشان «قهرمان مردم داغستان»[۱۹]

## نتایج مسابقات
| مسابقات قهرمانی جهان و المپیک             | مسابقات قهرمانی جهان و المپیک | مسابقات قهرمانی جهان و المپیک | مسابقات قهرمانی جهان و المپیک | مسابقات قهرمانی جهان و المپیک | مسابقات قهرمانی جهان و المپیک  | مسابقات قهرمانی جهان و المپیک |
| رکورد                                     | نتیجه                         | هماورد                        | نتیجه                         | تاریخ                         | رقابت                          | مکان                          |
| ۲۰۰۸ المپیک، در ۷۴ ک‌گ                     | ۲۰۰۸ المپیک، در ۷۴ ک‌گ         | ۲۰۰۸ المپیک، در ۷۴ ک‌گ         | ۲۰۰۸ المپیک، در ۷۴ ک‌گ         | ۲۰۰۸ المپیک، در ۷۴ ک‌گ         | ۲۰۰۸ المپیک، در ۷۴ ک‌گ          | ۲۰۰۸ المپیک، در ۷۴ ک‌گ         |
| ----------------------------------------- | ----------------------------- | ----------------------------- | ----------------------------- | ----------------------------- | ------------------------------ | ----------------------------- |
| برد                                       | ۴۶–۲                          | سوسلان تگیف                   | ۰–۱، ۱–۰، ۳–۱                 | ۱۲ اوت ۲۰۰۸                   | بازی‌های المپیک تابستانی ۲۰۰۸   | پکن، چین                      |
| برد                                       | ۴۵–۲                          | کیریل ترزیف                   | ضربه                          | ۱۲ اوت ۲۰۰۸                   | بازی‌های المپیک تابستانی ۲۰۰۸   | پکن، چین                      |
| برد                                       | ۴۴–۲                          | ایوان فوندورا                 | ۲–۰، ۲–۱                      | ۱۲ اوت ۲۰۰۸                   | بازی‌های المپیک تابستانی ۲۰۰۸   | پکن، چین                      |
| برد                                       | ۴۳–۲                          | احمد گولهان                   | ۱–۰، ۴–۰                      | ۱۲ اوت ۲۰۰۸                   | بازی‌های المپیک تابستانی ۲۰۰۸   | پکن، چین                      |
| برد                                       | ۴۲–۲                          | چو بیونگ-کوان                 | ۱–۰، ۷–۲                      | ۱۲ اوت ۲۰۰۸                   | بازی‌های المپیک تابستانی ۲۰۰۸   | پکن، چین                      |
| ۲۰۰۶ UWW قهرمانی جهان، رتبه هشتم در ۷۴ ک‌گ |                               |                               |                               |                               |                                |                               |
| باخت                                      | ۴۱–۲                          | میهایل گانف                   | ۳–۰، ۲–۲، ۱–۱                 | ۲۷ سپتامبر ۲۰۰۶               | مسابقات قهرمانی کشتی جهان ۲۰۰۶ | گوانگ‌ژو، چین                  |
| برد                                       | ۴۱–۱                          | ایوان فوندورا                 | ۵–۳، ۷–۲                      | ۲۷ سپتامبر ۲۰۰۶               | مسابقات قهرمانی کشتی جهان ۲۰۰۶ | گوانگ‌ژو، چین                  |
| برد                                       | ۴۰–۱                          | مکزیکو بلانکو                 | ۴–۱، ۵–۰                      | ۲۷ سپتامبر ۲۰۰۶               | مسابقات قهرمانی کشتی جهان ۲۰۰۶ | گوانگ‌ژو، چین                  |
| ۲۰۰۵ UWW قهرمانی جهان، در ۷۴ ک‌گ           |                               |                               |                               |                               |                                |                               |
| برد                                       | ۳۹–۱                          | آرپاد ریتر                    | ۳–۰، ۳–۱                      | ۲۶ سپتامبر ۲۰۰۵               | مسابقات قهرمانی کشتی جهان ۲۰۰۵ | بوداپست، مجارستان             |
| برد                                       | ۳۸–۱                          | مهدی حاجی‌زاده                 | ۶–۰، ۵–۳                      | ۲۶ سپتامبر ۲۰۰۵               | مسابقات قهرمانی کشتی جهان ۲۰۰۵ | بوداپست، مجارستان             |
| برد                                       | ۳۷–۱                          | سالواتوره رینلا               | ۶–۱، ۵–۰                      | ۲۶ سپتامبر ۲۰۰۵               | مسابقات قهرمانی کشتی جهان ۲۰۰۵ | بوداپست، مجارستان             |
| برد                                       | ۳۶–۱                          | نیکولای پاسلار                | ۳–۰، ۳–۱                      | ۲۶ سپتامبر ۲۰۰۵               | مسابقات قهرمانی کشتی جهان ۲۰۰۵ | بوداپست، مجارستان             |
| برد                                       | ۳۵–۱                          | ملک محمد عثمان                | ۲–۰، ۹–۰                      | ۲۶ سپتامبر ۲۰۰۵               | مسابقات قهرمانی کشتی جهان ۲۰۰۵ | بوداپست، مجارستان             |
| ۲۰۰۴ المپیک، در ۷۴ ک‌گ                     |                               |                               |                               |                               |                                |                               |
| برد                                       | ۳۴–۱                          | گنادی لالیف                   | ۷–۰                           | ۲۶ اوت ۲۰۰۴                   | بازی‌های المپیک تابستانی ۲۰۰۴   | آتن، یونان                    |
| برد                                       | ۳۳–۱                          | کریستین برزوفسکی              | ۸–۰                           | ۲۶ اوت ۲۰۰۴                   | بازی‌های المپیک تابستانی ۲۰۰۴   | آتن، یونان                    |
| برد                                       | ۳۲–۱                          | مراد گایداروف                 | ۳–۲                           | ۲۶ اوت ۲۰۰۴                   | بازی‌های المپیک تابستانی ۲۰۰۴   | آتن، یونان                    |
| برد                                       | ۳۱–۱                          | امزاریوس بنتینیدیس            | ۶–۱                           | ۲۶ اوت ۲۰۰۴                   | بازی‌های المپیک تابستانی ۲۰۰۴   | آتن، یونان                    |
| برد                                       | ۳۰–۱                          | آرپاد ریتر                    | ۸–۲                           | ۲۶ اوت ۲۰۰۴                   | بازی‌های المپیک تابستانی ۲۰۰۴   | آتن، یونان                    |
| ۲۰۰۳ UWW قهرمانی جهان، در ۷۴ ک‌گ           |                               |                               |                               |                               |                                |                               |
| برد                                       | ۲۹–۱                          | مراد گایداروف                 | ۲–۲                           | ۱۲ سپتامبر ۲۰۰۳               | مسابقات قهرمانی کشتی جهان ۲۰۰۳ | نیویورک، ایالات متحده آمریکا  |
| برد                                       | ۲۸–۱                          | هادی حبیبی                    | ۶–۳                           | ۱۲ سپتامبر ۲۰۰۳               | مسابقات قهرمانی کشتی جهان ۲۰۰۳ | نیویورک، ایالات متحده آمریکا  |
| برد                                       | ۲۷–۱                          | تالگت الیاسف                  | ۹–۱                           | ۱۲ سپتامبر ۲۰۰۳               | مسابقات قهرمانی کشتی جهان ۲۰۰۳ | نیویورک، ایالات متحده آمریکا  |
| برد                                       | ۲۶–۱                          | نیکولای پاسلار                | ۴–۱                           | ۱۲ سپتامبر ۲۰۰۳               | مسابقات قهرمانی کشتی جهان ۲۰۰۳ | نیویورک، ایالات متحده آمریکا  |
| برد                                       | ۲۵–۱                          | جین برنارد دیاتا              | ضربه فنی                      | ۱۲ سپتامبر ۲۰۰۳               | مسابقات قهرمانی کشتی جهان ۲۰۰۳ | نیویورک، ایالات متحده آمریکا  |
| ۲۰۰۱ UWW قهرمانی جهان، در ۷۶ ک‌گ           |                               |                               |                               |                               |                                |                               |
| برد                                       | ۲۴–۱                          | مون اویی-جائه                 | ۳–۲                           | ۲۲ نوامبر ۲۰۰۱                | مسابقات قهرمانی کشتی جهان ۲۰۰۱ | صوفیه، بلغارستان              |
| برد                                       | ۲۳–۱                          | جو ویلیامز                    | ۵–۴                           | ۲۲ نوامبر ۲۰۰۱                | مسابقات قهرمانی کشتی جهان ۲۰۰۱ | صوفیه، بلغارستان              |
| برد                                       | ۲۲–۱                          | رواز میندوراشویلی             | ۳–۲                           | ۲۲ نوامبر ۲۰۰۱                | مسابقات قهرمانی کشتی جهان ۲۰۰۱ | صوفیه، بلغارستان              |
| برد                                       | ۲۱–۱                          | کونیهیکو اوباتا               | ۷–۰                           | ۲۲ نوامبر ۲۰۰۱                | مسابقات قهرمانی کشتی جهان ۲۰۰۱ | صوفیه، بلغارستان              |
| برد                                       | ۲۰–۱                          | روسلان خینچاگف                | ۴–۳                           | ۲۲ نوامبر ۲۰۰۱                | مسابقات قهرمانی کشتی جهان ۲۰۰۱ | صوفیه، بلغارستان              |
| ۲۰۰۰ المپیک، رتبه نهم در ۷۶ ک‌گ            |                               |                               |                               |                               |                                |                               |
| باخت                                      | ۱۹–۱                          | براندون اسلی                  | ۳–۴                           | ۲۸ سپتامبر ۲۰۰۰               | بازی‌های المپیک تابستانی ۲۰۰۰   | سیدنی، استرالیا               |
| برد                                       | ۱۹–۰                          | پلامن پاسکالف                 | ۸–۲                           | ۲۸ سپتامبر ۲۰۰۰               | بازی‌های المپیک تابستانی ۲۰۰۰   | سیدنی، استرالیا               |
| ۱۹۹۸ UWW قهرمانی جهان، در ۷۶ ک‌گ           |                               |                               |                               |                               |                                |                               |
| برد                                       | ۱۸–۰                          | مون اویی-جائه                 | ۳–۰                           | ۷ سپتامبر ۱۹۹۸                | مسابقات قهرمانی کشتی جهان ۱۹۹۸ | تهران، ایران                  |
| برد                                       | ۱۷–۰                          | مارکین جورکی                  | ضربه                          | ۷ سپتامبر ۱۹۹۸                | مسابقات قهرمانی کشتی جهان ۱۹۹۸ | تهران، ایران                  |
| برد                                       | ۱۶–۰                          | الکساندر کانیهاشویلی          | ضربه فنی                      | ۷ سپتامبر ۱۹۹۸                | مسابقات قهرمانی کشتی جهان ۱۹۹۸ | تهران، ایران                  |
| برد                                       | ۱۵–۰                          | ویکتور پیکوف                  | ضربه فنی                      | ۷ سپتامبر ۱۹۹۸                | مسابقات قهرمانی کشتی جهان ۱۹۹۸ | تهران، ایران                  |
| ۱۹۹۷ UWW قهرمانی جهان، در ۷۶ ک‌گ           |                               |                               |                               |                               |                                |                               |
| برد                                       | ۱۴–۰                          | الکساندر لیپولد               | ۳–۱                           | ۲۹ اوت ۱۹۹۷                   | مسابقات قهرمانی کشتی جهان ۱۹۹۷ | کراسنویارسک، روسیه            |
| برد                                       | ۱۳–۰                          | مون اویی-جائه                 | ۶–۲                           | ۲۹ اوت ۱۹۹۷                   | مسابقات قهرمانی کشتی جهان ۱۹۹۷ | کراسنویارسک، روسیه            |
| برد                                       | ۱۲–۰                          | داوید بیچیناشویلی             | ۷–۰                           | ۲۹ اوت ۱۹۹۷                   | مسابقات قهرمانی کشتی جهان ۱۹۹۷ | کراسنویارسک، روسیه            |
| برد                                       | ۱۱–۰                          | آرپاد ریتر                    | ۶–۰                           | ۲۹ اوت ۱۹۹۷                   | مسابقات قهرمانی کشتی جهان ۱۹۹۷ | کراسنویارسک، روسیه            |
| برد                                       | ۱۰–۰                          | نیکولاس اوگوالا               | ضربه                          | ۲۹ اوت ۱۹۹۷                   | مسابقات قهرمانی کشتی جهان ۱۹۹۷ | کراسنویارسک، روسیه            |
| ۱۹۹۶ المپیک، در ۷۴ ک‌گ                     |                               |                               |                               |                               |                                |                               |
| برد                                       | ۹–۰                           | پارک جانگ سون                 | ۵–۰                           | ۳۰ ژوئیه ۱۹۹۶                 | بازی‌های المپیک تابستانی ۱۹۹۶   | آتلانتا، ایالات متحده آمریکا  |
| برد                                       | ۸–۰                           | کنی ماندی                     | ۶–۱                           | ۳۰ ژوئیه ۱۹۹۶                 | بازی‌های المپیک تابستانی ۱۹۹۶   | آتلانتا، ایالات متحده آمریکا  |
| برد                                       | ۷–۰                           | الکساندر لیپولد               | ۳–۱                           | ۳۰ ژوئیه ۱۹۹۶                 | بازی‌های المپیک تابستانی ۱۹۹۶   | آتلانتا، ایالات متحده آمریکا  |
| برد                                       | ۶–۰                           | عیسی مومنی                    | ۸–۰                           | ۳۰ ژوئیه ۱۹۹۶                 | بازی‌های المپیک تابستانی ۱۹۹۶   | آتلانتا، ایالات متحده آمریکا  |
| ۱۹۹۵ UWW قهرمانی جهان، در ۷۴ ک‌گ           |                               |                               |                               |                               |                                |                               |
| برد                                       | ۵–۰                           | الکساندر لیپولد               | ۳–۲                           | ۱۰ اوت ۱۹۹۵                   | مسابقات قهرمانی کشتی جهان ۱۹۹۵ | آتلانتا، ایالات متحده آمریکا  |
| برد                                       | ۴–۰                           | محمدسلام حاجیف                | ۳–۰                           | ۱۰ اوت ۱۹۹۵                   | مسابقات قهرمانی کشتی جهان ۱۹۹۵ | آتلانتا، ایالات متحده آمریکا  |
| برد                                       | ۳–۰                           | ویکتور پیکوف                  | ۱۲–۳                          | ۱۰ اوت ۱۹۹۵                   | مسابقات قهرمانی کشتی جهان ۱۹۹۵ | آتلانتا، ایالات متحده آمریکا  |
| برد                                       | ۲–۰                           | کریستوف والنسیچ               | ضربه                          | ۱۰ اوت ۱۹۹۵                   | مسابقات قهرمانی کشتی جهان ۱۹۹۵ | آتلانتا، ایالات متحده آمریکا  |
| برد                                       | ۱–۰                           | آلبرتو رودریگز                | ضربه فنی                      | ۱۰ اوت ۱۹۹۵                   | مسابقات قهرمانی کشتی جهان ۱۹۹۵ | آتلانتا، ایالات متحده آمریکا  |

## مرگ
در تاریخ ۲ مارس ۲۰۲۵ خبر در گذشت سایتیف توسط اخبار و منابع روسی اعلام شد. وزارت ورزش روسیه اعلام کرد سایتیف که مدتی از بیماری قلبی رنج می‌برد در  اثر سکته قلبی در منزل شخصی خود در مسکو فوت کرد. ایندیرا بیوه سایتیف  اعلام کرد  در لحظه سکته سایتیف کنار پنجره ایستاده بود و به همین دلیل  از طبقه دوم سقوط می‌کند. یک سرایدار با دیدن سایتیف روی زمین فورا اورژانس را مطلع میکند.آمبولانی وی را به بیمارستان انتقال می‌دهد ولی در نهایت سایتیف به دلیل ایست قلبی و شکستگی تعدادی از دنده ها جان خود را از دست می‌دهد. این توضیحات باعث شد بسیاری مرگ وی را مشکوک بدانند.  یکی از مهمترین  دلایل تردید در مرگ سایتیف ورود وی به دنیای سیاست می باشد.رمضان قدیروف رهبر مسلمانان در چچن سه روز را عزای عمومی اعلام کرد. سایتیف در داغستان در کنار مزار پدرش به خاک سپرده شد وی در زمان مرگ ۴۹ ساله بود.